# Marcin Kurek
Marcin Kurek (* 12. června 1970, Świebodzin) je polský básník a překladatel z románských jazyků, odborník na iberoamerické literatury.
Debutoval v r. 1997 sbírkou Monolog wieczorny (Večerní monolog). Svou druhou básnickou knihu - poému Oleander (Oleandr) - vydal v r. 2010 a obdržel za ni literární Cenu Nadace Kościelských (Nagroda Fundacji im. Kościelskich) a nominaci na Vratislavskou básnickou cenu Silesius (Wrocławska Nagroda Poetycka „Silesius”) v kategorii "debut roku". Přeložil a přebásnil díla řady španělsky, katalánsky a francouzsky píšících literátů (zejm. španělských, francouzských a iberoamerických), mimo jiné francouzských básníků Francise Ponge a Arthura Rimbauda, marockého spisovatele Abdelkebira Khatibiho, španělského režiséra Luise Buñuela, mexického básníka Davida Huerty či argentinského básníka a aktivisty Juana Gelmana. Za překlad 62 básní katalánského básníka Joana Brossy získal v r. 2006 Cenu časopisu Literatura na světě (Nagroda „Literatury na Świecie”).
Žije ve Vratislavi. Pedagogicky působí na Vratislavské univerzitě, kde přednáší hispanoamerickou literaturu.

## Dílo

### Básnické sbírky
- Monolog wieczorny (Vratislav 1997; Večerní monolog)
- Oleander (Varšava 2010; Oleandr, česky 2015, španělsky pod názvem El Sur v překladu Amelii Seraller v témže roce)
- Sois sage (Vratislav 2023)

### Překlady
- Joan Brossa, 62 wiersze (Krakov 2006; 62 básní)
- Emmanuel Hocquard, Warunki oświetlenia (Gdaňsk 2009; Světelné podmínky)
- Pablo García Casado, Pieniądze (Gdaňsk 2011; Peníze) a Peryferie (Vratislav 2014; Periferie)

### Odborné práce
- Powieść totalna. Wokół narracyjnych teorii Ernesta Sábato i Maria Vargasa Llosy (Vratislav 2003; Totální román. K narativním teoriím Ernesta Sábata a Maria Vargase Llosy)
- Poezja przyziemna. Doświadczenie codzienności w liryce Joana Brossy (Gdaňsk 2014; Přízemní poezie. Zkušenost každodennosti v lyrickém díly Joana Brossy)

### Česká vydání
- Oleandr (přeložil Jaroslav Šubrt), vydala Triáda v Praze v roce 2015.